# 新喜乐
新喜乐（日语：／ Shinkiraku */?），是一座位于日本东京都中央區築地四丁目的料亭，與金田中和吉兆並為日本三大料亭。曾经接待过日本内阁总理大臣伊藤博文、佐藤荣作和東急電鐵创始人五岛庆太等名人。

## 历史
1875年伊藤在日本橋茅場町创建喜乐，1898年在大隈重信官邸附近创建新店铺，改为新喜乐。1923年關東大地震店铺被毁，之后重建。1940年以来经过日本建筑师吉田五十八多次改建成为现在模样。
1955年起成为日本文學振興會为芥川龍之介獎和直木賞评选设置的固定会场。芥川龍之介獎评选会场设在一楼，直木賞评选会场设在二楼。